# Municipio de Lake (condado de Phelps)
El municipio de Lake (en inglés: Lake Township) es un municipio ubicado en el condado de Phelps en el estado estadounidense de Nebraska. En el año 2010 tenía una población de 132 habitantes y una densidad poblacional de 1,3 personas por km².

## Geografía
El municipio de Lake se encuentra ubicado en las coordenadas 40°23′39″N 99°14′29″O / 40.39417, -99.24139. Según la Oficina del Censo de los Estados Unidos, el municipio tiene una superficie total de 101.83 km², de la cual 101,83 km² corresponden a tierra firme y (0 %) 0 km² es agua.

## Demografía
Según el censo de 2010, había 132 personas residiendo en el municipio de Lake. La densidad de población era de 1,3 hab./km². De los 132 habitantes, el municipio de Lake estaba compuesto por el 99,24 % blancos y el 0,76 % eran de una mezcla de razas. Del total de la población el 0,76 % eran hispanos o latinos de cualquier raza.